# Riemenstalden
Riemenstalden (toponimo tedesco) è un comune svizzero di 90 abitanti del Canton Svitto, nel distretto di Svitto.